# Tapping Reeve

Tapping Reeve; Stich von George Catlin

Tapping Reeve (geboren am 1. Oktober 1744 in Brookhaven, Long Island; gestorben am 13. Dezember 1823 in Litchfield, Connecticut) war einer der bedeutendsten amerikanischen Juristen der frühen Republik. 1784 gründete er eine der ersten Rechtsschulen der Vereinigten Staaten.

## Leben
Reeve studierte am College of New Jersey, der heutigen Princeton University (A.B. 1763), wo er 1767 bis 1770 auch lehrte. Zu dieser Zeit war er auch Privatlehrer des späteren amerikanischen Vizepräsidenten Aaron Burr und seiner Schwester Sally Burr, die er 1771 heiratete.
1772 zog er nach Litchfield in Connecticut, wo er eine Anwaltskanzlei eröffnete. 1784 eröffnete Reeve dort eine private Rechtsschule, in der er angehende Juristen im Klassenunterricht ausbildete. Bis weit ins 19. Jahrhundert erlernten angehende Juristen in den Vereinigten Staaten ihr Fach zumeist in privaten Ausbildungsverhältnissen bei Anwälten oder Richtern. Erst 1779 wurde am College of William & Mary der erste universitäre Lehrstuhl für Rechtswissenschaft gestiftet, Reeves Einrichtung war also erst die zweite spezialisierte Rechtsschule der jungen Nation. Als Reeve 1798 als Richter an den Connecticut Supreme Court berufen wurde, stellte er, um den Lehrbetrieb aufrechtzuerhalten, zusätzlich James Gould und später weitere Juristen als Dozenten ein, lehrte aber auch selbst noch bis ins hohe Alter. Unter den rund 1000 Juristen, die im Laufe der Jahre bei Reeve studierten, findet sich eine Vielzahl prominenter Politiker, so John C. Calhoun und Noah Webster, insgesamt 16 zukünftige Senatoren, zehn Gouverneure und zwei Richter des Obersten Gerichtshofes der USA.
Von 1798 war Reeve Richter am Superior Court von Connecticut und rückte 1814 zum Obersten Richter dieses Staates auf.

## Werke
- The Law of Baron and Femme, of Parent and Child, Guardian and Ward, Master and Servant, and of the Powers of Courts of Chancery with an Essay on the Terms Heir, Heirs, and Heirs of the Body (1816).
- Treatise on the Law of Descents in the Several United States of America (1825).